# Panitan
Panitan (Bayan ng Panitan) är en kommun i Filippinerna. Kommunen ligger på ön Panay, och tillhör provinsen Capiz. Folkmängden uppgår till 37 458 invånare.

## Barangayer
Panitan är indelat i 26 barangayer.
| - Agbabadiang - Agkilo - Agloway - Ambilay - Bahit - Balatucan - Banga-an - Cabugao - Cabangahan - Cadio - Cala-an - Capagao - Cogon | - Conciencia - Ensenagan - Intampilan - Pasugue - Poblacion Ilawod - Poblacion Ilaya - Quios - Salocon - Tabuc Norte - Tabuc Sur - Timpas - Tincupon - Tinigban |